# Androsthenes von Aigina
Androsthenes von Aigina war ein Schüler des kynischen griechischen Philosophen Diogenes von Sinope im 4. Jahrhundert v. Chr.
Androsthenes stammte aus Aigina, einer Insel im Westen der Ägäis. Er war der Sohn eines Onesikritos von Aigina. Ob dieser Vater mit dem Geschichtsschreiber und Schiffssteuermann Onesikritos identifiziert werden kann, der später Alexander den Großen auf dessen Feldzug bis nach Indien begleitete, ist umstritten. Sein älterer Bruder war Philiskos von Aigina. Laut Diogenes Laertios, einem Philosophiehistoriker wahrscheinlich des 3. Jahrhunderts n. Chr., schickte sein Vater Androsthenes nach Athen. Dort geriet er in den Dunstkreis des kynischen Philosophen Diogenes von Sinope, dessen Schüler er wurde. Später schickte Onesikritos auch seinen Bruder Philiskos nach Athen, der ebenfalls Schüler des Diogenes wurde. Schließlich kam auch Onesikritos selbst nach Athen und war ebenso beeindruckt von Diogenes. Diogenes Laertios erzählt diese Geschichte als Beispiel für die Wirkung und das Charisma des Diogenes von Sinope. Zuweilen wird diese Anekdote – und damit auch die Existenz des Androsthenes – von heutigen Forschern als erfunden bewertet.